# 阿茨贝格 (巴伐利亚州)
阿茨贝格是德國巴伐利亞邦文西德郡的一個鎮，位於海布西方13公里處，馬克特雷德維茨北方10公里處。

## 姊妹市
| 南本德 (印地安納州)    |
| 阿茨贝格, 施泰尔马克州 |